# Battaglia di Maysalun

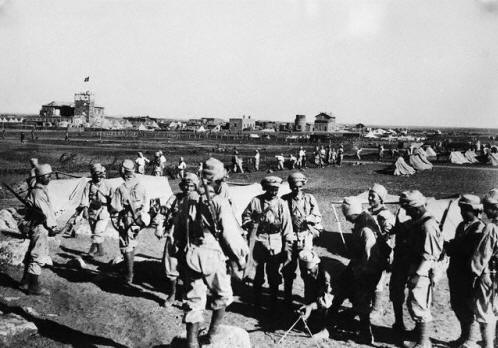
Soldati siriani a Maysalun

La battaglia di Maysalūn (in arabo معركة ميسلون‎?, Maʿrakat Maysalūn) ebbe luogo il 24 luglio 1920 fra le forze arabe di Fayṣal di Siria, entrate a Damasco dopo aver sconfitto i Turchi ottomani con l'appoggio di Lawrence d'Arabia e della Gran Bretagna, e le truppe del generale Henri Gouraud, che intendevano stabilire il controllo francese sulla Siria in base agli Accordi Sykes-Picot con Londra. Questi accordi, tenuti segreti, furono svelati dall'URSS dopo la Rivoluzione d'ottobre.
Lo scontro, avvenuto presso il villaggio di Maysalūn, una località dell'Antilibano nei pressi dell'attuale confine siro-libanese, divenne inevitabile dopo il fallimento di un tentativo di negoziato fra i due contendenti. Un ultimatum di Gouraud al comandante arabo Yusuf al-'Azma, ministro della Guerra di re Fayṣal, fu respinto e, nel rapido ed impari urto armato che seguì (3000 irregolari contro 12000 soldati regolari francesi rinforzati da carri armati e aeroplani), Yūsuf al-ʿAẓma rimase ucciso.
Di lì a poco Damasco fu occupata dai francesi e la breve esperienza monarchica siriana terminò.